# 1. Tennis-Bundesliga (Herren) 1994
Die Tennis-Bundesliga der Herren wurde 1994 zum 23. Mal ausgetragen.
Die Spiele wurden vom 31. Juli bis 18. September 1994 in zwei Gruppen zu je sechs Mannschaften ausgetragen. Die Gruppenersten und -zweiten ermittelten an einem Hin- und Rückspieltag über Halbfinalspiele und Finalspiele den Deutschen Mannschaftsmeister im Tennis.

## Spieltage und Mannschaften
| Spieltage                                       |
| ----------------------------------------------- |
| 1. Spieltag: So., 31. Juli 1994, 11:00 Uhr      |
| 2. Spieltag: Fr., 2. August 1994, 13:00 Uhr     |
| 3. Spieltag: So., 7. August 1994, 11:00 Uhr     |
| 4. Spieltag: Fr., 12. August 1994, 13:00 Uhr    |
| 5. Spieltag: So., 14. August 1994, 11:00 Uhr    |
| 6. Spieltag: Fr., 19. August 1994, 13:00 Uhr    |
| 7. Spieltag: So., 21. August 1994, 11:00 Uhr    |
| 8. Spieltag: Fr., 26. August 1994, 13:00 Uhr    |
| 9. Spieltag: Fr., 2. September 1994, 13:00 Uhr  |
| 10. Spieltag: So., 4. September 1994, 11:00 Uhr |

| Mannschaften Gruppe I    |
| ------------------------ |
| TC Amberg am Schanzl (N) |
| TC Blau-Weiss Halle (N)  |
| HTV Hannover             |
| RTHC Bayer Leverkusen    |
| TC Blau-Weiss Neuss      |
| 1. FC Nürnberg           |

| Mannschaften Gruppe II     |
| -------------------------- |
| Rochusclub Düsseldorf      |
| ETuF Essen                 |
| TC Rot-Weiß Hagen          |
| TK Grün-Weiss Mannheim (M) |
| TC Großhesselohe           |
| TEC Waldau                 |

|                      |                                                 |
| Zum Saisonende 1993: |                                                 |
| (M)                  | Meister, Meister in der Vorsaison               |
| (N)                  | Neuling, Aufsteiger aus der Tennis-Regionalliga |

| Zum Saisonende 1994:                                              |
| Meister Finalspielteilnehmer Absteiger in die Tennis-Regionalliga |

## Anzahl der eingesetzten Spieler
Insgesamt wurden von allen Vereinen 110 Spieler in der Bundesligasaison 1994 eingesetzt.
|     | Mannschaft             | Anzahl der eingesetzten Spieler |
| --- | ---------------------- | ------------------------------- |
| 1.  | TC Blau-Weiss Halle    | 11                              |
|     | TC Blau-Weiss Neuss    | 11                              |
| 3.  | TC Amberg am Schanzl   | 10                              |
| 4.  | TC Großhesselohe       | 9                               |
|     | RTHC Bayer Leverkusen  | 9                               |
|     | TEC Waldau             | 9                               |
| 7.  | ETuF Essen             | 8                               |
|     | HTV Hannover           | 8                               |
|     | TK Grün-Weiss Mannheim | 8                               |
|     | 1. FC Nürnberg         | 8                               |
| 11. | Rochusclub Düsseldorf  | 7                               |
|     | TC Rot-Weiß Hagen      | 7                               |

Der älteste eingesetzte Bundesliga-Spieler war Manfred Jungnitsch vom TC Blau-Weiss Halle, geboren am 3. Januar 1958 (Alter: 36 Jahre).
Der jüngste eingesetzte Bundesliga-Spieler war Tommy Haas vom TEC Waldau, geboren am 3. April 1978 (Alter: 16 Jahre).

## Spielerbilanzen
Aufgeführt sind die 20 Spieler mit der jeweils besten Spielbilanz.

### Einzel
|     | Spieler           | Verein                | Spielbilanz |
| --- | ----------------- | --------------------- | ----------- |
| 1.  | Marcello Craca    | TC Grün-Weiß Mannheim | 9:1         |
| 2.  | David Prinosil    | TC Amberg             | 8:1         |
| 3.  | Veli Paloheimo    | 1. FC Nürnberg        | 8:2         |
|     | Jens Wöhrmann     | Rot-Weiß Hagen        | 8:2         |
|     | Christian Vinck   | Blau-Weiß Halle       | 8:2         |
|     | Wolfram Knobling  | Rochusclub Düsseldorf | 8:2         |
| 7.  | Carl-Uwe Steeb    | ETuF Essen            | 7:2         |
| 8.  | Robert Kroll      | Rot-Weiß Hagen        | 7:3         |
|     | Thomas Gollwitzer | 1. FC Nürnberg        | 7:3         |
|     | Andreas Kriebel   | 1. FC Nürnberg        | 7:3         |
|     | Lars Koslowski    | Blau-Weiß Neuss       | 7:3         |
|     | Markus Gau        | RHTC Bayer Leverkusen | 7:3         |
|     | Chris Tambue      | HTV Hannover          | 7:3         |
|     | Arne Thoms        | HTV Hannover          | 7:3         |
|     | Carsten Arriens   | TC Großhesselohe      | 7:3         |
|     | Mathias Huning    | Rochusclub Düsseldorf | 7:3         |
|     | Martin Sinner     | ETuF Essen            | 7:3         |
|     | Lars Rehmann      | ETuF Essen            | 7:3         |
| 19. | Gisbert Pauli     | TC Blau-Weiß Neuss    | 6:0         |
| 20. | Marcelo Filippini | 1. FC Nürnberg        | 6:1         |

### Doppel
|     | Spieler             | Verein                | Spielbilanz |
| --- | ------------------- | --------------------- | ----------- |
| 1.  | Alexis Hombrecher   | TC Blau-Weiß Halle    | 10:0        |
| 2.  | Eric Jelen          | ETuF Essen            | 9:1         |
|     | Lars Rehmann        | ETuF Essen            | 9:1         |
| 4.  | Michael Schmidtmann | Rot-Weiß Hagen        | 8:0         |
| 5.  | Martin Zumpft       | TEC Waldau            | 8:1         |
|     | Carl-Uwe Steeb      | ETuF Essen            | 8:1         |
|     | Rüdiger Haas        | ETuF Essen            | 8:1         |
| 8.  | Arne Thoms          | HTV Hannover          | 8:2         |
|     | Martin Sinner       | ETuF Essen            | 8:2         |
| 10. | Christian Bergström | ETuF Essen            | 7:1         |
| 11. | Horacio de la Peña  | HTV Hannover          | 7:2         |
|     | Gary Muller         | HTV Hannover          | 7:2         |
| 13. | Sascha Nensel       | HTV Hannover          | 7:3         |
| 14. | Hendrik Dreekmann   | Blau-Weiß Halle       | 6:0         |
| 15. | Michael Geserer     | Rot-Weiß Hagen        | 6:3         |
|     | Robert Orlik        | RHTC Bayer Leverkusen | 6:3         |
|     | Andreas Lesch       | Grün-Weiß Mannheim    | 6:3         |
|     | Saša Hiršzon        | TEC Waldau            | 6:3         |
| 19. | Udo Riglewski       | Blau-Weiß Neuss       | 6:4         |
|     | Sascha Bandermann   | RHTC Bayer Leverkusen | 6:4         |
|     | Dirk Dier           | Grün-Weiß Mannheim    | 6:4         |
|     | Michael Kohlmann    | Rot-Weiß Hagen        | 6:4         |
| 23  | Paul Haarhuis       | Blau-Weiß Halle       | 5:0         |

## Zuschauertabelle
Insgesamt besuchten 1994 an allen 10 Gruppenspieltagen 98.650 Zuschauer die Begegnungen.
|     | Mannschaft             | Zuschauer |
| --- | ---------------------- | --------- |
| 1.  | ETuF Essen             | 16.100    |
| 2.  | TK Grün-Weiss Mannheim | 15.700    |
| 3.  | 1. FC Nürnberg         | 11.100    |
| 4.  | HTV Hannover           | 10.550    |
| 5.  | Rochusclub Düsseldorf  | 9.900     |
| 6.  | TC Blau-Weiss Neuss    | 7.900     |
| 7.  | TC Rot-Weiß Hagen      | 6.750     |
| 8.  | TC Blau-Weiss Halle    | 5.100     |
| 9.  | TC Amberg am Schanzl   | 4.900     |
| 10. | RTHC Bayer Leverkusen  | 4.150     |
| 11. | TEC Waldau             | 3.400     |
| 12. | TC Großhesselohe       | 3.100     |

## Sponsor
Die Bundesligen wurden 1994 unterstützt von Tretorn, einem Hersteller von Tennisbällen.